# Sibon noalamina
La serpiente ¡no a la mina! (Sibon noalamina) es una especie de ofidio caracolero, perteneciente al género Sibon, y descubierto en el año 2012 en el oeste de Panamá. Cuenta con un notable mimetismo batesiano compuesto por rayas claras y oscuras, imitando así, en la oscuridad de la noche selvática, a las venenosas serpientes de coral. La especie fue incluida entre el top 10 de 2013 de las más destacadas nuevas especies. El distintivo que la destacó en dicha elección fue el curioso nombre elegido para denominarla científicamente.

## Generalidades
Esta especie fue descrita por el equipo de herpetólogos compuesto por Sebastian Lotzkat, Andreas Hertz y G. Köhler. El holotipo es un macho adulto colectado el 10 de agosto de 2010 en las nacientes del río Chiriquí Malí, por Andreas Hertz y Sebastian Lotzkat. Los ejemplares paratipos fueron dos ejemplares macho juveniles, colectados el 29 de octubre de 2009, y otro juvenil capturado el 28 de mayo de 2008 en el cerro Mariposa.
La localidad tipo es: «nacientes del río Chiriquí Malí, aproximadamente a 6,4 kilómetros al noroeste de la represa Fortuna (8.7891°N, 82.2155°W, a una altitud de 1050 msnm), en el bosque protector Palo Seco, Comarca Ngäbe-Buglé (anteriormente era parte de la provincia de Bocas del Toro), Panamá».
Esta serpiente habita en el occidente de Panamá, en las selvas montanas de la cordillera Central Panameña o serranía de Tabasará, en la región de la Comarca Ngäbe-Buglé, un territorio autónomo creado en 1997 para los indígenas de las etnias ngäbe y buglé. Estas sierras son el hábitat de numerosos reptiles y anfibios, muchos de los cuales son endémicos, por lo que estas sierras son un punto caliente de la biodiversidad, el cual permanece, en gran parte, inexplorado. La pobreza de los pobladores de la región ha llevado a que la zona sufra la más alta tasa de desforestación de Panamá, pues sólo durante la década de 1990 se destruyeron más del 20 % de las selvas otrora remanentes.
Costumbres
Es una serpiente inofensiva para el ser humano, trepadora, de hábitos nocturnos, que captura presas de cuerpo blando, como babosas, caracoles y  lombrices de tierra, además de huevos de anfibios.

## Una de las top 10 del 2013
La especie fue incluida entre el top 10 de 2013 de las más destacadas nuevas especies, las que fueron seleccionadas por el Instituto Internacional de Exploración de Especies de la Universidad Estatal de Arizona de entre una preselección integrada por más de 140 especies de las descubiertas en 2012, y hecha pública el 22 de mayo de 2013.
Los ejemplares que sirvieron para describir a la especie fueron capturados en la serranía de Tabasará, una región panameña donde la minería a cielo abierto, especialmente de depósitos de cobre, es notablemente degradante para el hábitat de este reptil. Es por eso que la etimología de su término específico, noalamina es una contracción de la frase literal del lema de la campaña de los ambientalistas que se oponen a las acciones de sobreexplotación de la megaminería.  